# AnnaSophia Robb
AnnaSophia Robb (wym. ˌɑnəsoʊˈfiə ˈrɑb) (ur. 8 grudnia 1993 w Denver w Kolorado) – amerykańska aktorka i piosenkarka.

## Życiorys
W 2003 w wieku 10 lat wzięła udział w 42 przesłuchaniach i zagrała swoją pierwszą rolę, jako fanka Happy Meal w reklamie McDonald’s. W ciągu kolejnych lat (2004–2009) wystąpiła w 11 filmach, w tym Charlie i fabryka czekolady oraz w Moście do Terabithii, kilku programach telewizyjnych i reklamach, oraz nagrała soundtrack – Keep Your Mind Wide Open.

## Filmografia
- 2015: Jack of the Red Hearts jako Jack
- 2013: Najlepsze najgorsze wakacje (The Way Way Back) jako Susanna
- 2011: Surferka z charakterem (Soul Surfer), jako Bethany Hamilton
- 2010: The Space Between, jako Sam
- 2009: Góra Czarownic (Race to Witch Mountain), jako Sara
- 2008: Jumper, jako młoda Millie
- 2008: Sen na jawie (Sleepwalking), jako Tara
- 2008: Szkoła szpiegowania (Spy School), jako Jackie Hoffman
- 2007: Have Dreams, Will Travel, jako Cassie 'Cass' Kennington
- 2007: Plaga (The Reaping), jako Loren McConnel
- 2007: Most do Terabithii (Bridge to Terabithia), jako Leslie Burke
- 2005: Charlie i fabryka czekolady (Charlie and the Chocolate Factory), jako Violet Beauregarde
- 2005: Dzięki Tobie, Winn-Dixie (Because of Winn-Dixie), jako India 'Opal' Buloni
- 2004: Drake & Josh, jako Liza 'Fan Numer 1!'
- 2004: Samantha i Nellie (Samantha: An American Girl Holiday), jako Samantha Parkington

### Seriale
- 2013: Pamiętniki Carrie, jako Carrie Bradshaw
- 2019: The Act, jako Lacey

## Piosenki
- 2007: Keep Your Mind Wide Open – soundtrack do filmu Most do Terabithii

## Nagrody
- 2009: Nagroda Rising Star Award na festiwalu Denver Film Festival
- 2006: Dzięki tobie, Winn-Dixie (nominacja) Nagroda Młodych najlepsza aktorka
- 2005: Samantha (nominacja) Nagroda Młodych najlepsza aktorka w miniserialu lub filmie TV
- 2005: Samantha (nominacja) Nagroda Młodych najlepsza aktorka w serialu lub filmie telewizyjnym